# (426) Hippo
Pour les articles homonymes, voir Hippo (homonymie).
(426) Hippo est un astéroïde de la ceinture principale découvert par Auguste Charlois le 25 août 1897. Il doit son nom à l'Océanide du même nom, personnage de la mythologie grecque.